# عبد الرحمن السقاف
عبد الرحمن السقاف (739 - 819 هـ) شيخ ثري ومُرشد اجتماعي ووجيه بين أهل عصره في حضرموت. عمل بالزراعة، وله العديد من الأعمال الخيرية والمجاهدات السلوكية، من بناء المساجد وقراءة القرآن ومجالس الذكر. وإليه تنسب الحضرة المعروفة بـ(حضرة السقاف). ولقب بـ«السقاف» لأنه سقف على أولياء زمانه بحاله أي علا عليهم وارتفع فصار كالسقف للبيت لهم. وإليه يرجع جميع آل السقاف العلويين.

## نسبه
عبد الرحمن بن محمد مولى الدويلة بن علي بن علوي الغيور بن الفقيه المقدم محمد بن علي بن محمد صاحب مرباط بن علي خالع قسم بن علوي بن محمد بن علوي بن عبيد الله بن أحمد المهاجر بن عيسى بن محمد النقيب بن علي العريضي بن جعفر الصادق بن محمد الباقر بن علي زين العابدين بن الحسين السبط بن علي بن أبي طالب، وعلي زوج فاطمة بنت محمد ﷺ.
فهو الحفيد 20 لرسول الله محمد ﷺ في سلسلة نسبه.

## مولده ونشأته
ولد بمدينة تريم بحضرموت سنة 739 هـ، ووالدته هي عائشة بنت أبي بكر الورع بن أحمد بن الفقيه المقدم. وكانت نشأته منذ نعومة أظفاره وهو بين سماع القرآن وعلوم الشريعة في المنزل والمجالس والحلقات، فحفظ القرآن الكريم على يد الشيخ أحمد بن محمد الخطيب، وأتقن علوم القرآن والتجويد، وحقق جميع المتون الفقهية واللغوية، وكبُر حرصه على الأعمال الصالحة مبكرًا، ولازم المطالعات والمراجعات وتحقيق العلوم، وخاصة في مجالس والده، فكانت مؤلفات العلوم كلها في حوزة والده وجملة من مشايخه، حتى قيل أنه كاد أن يحفظ «الوجيز» و«المهذب» لكثرة تردادهما ومطالعتهما وحضور مجالس تقريرهما. وقد قرأ في علم الشريعة خمسين مجلدًا فضلًا عما عداه من سائر العلوم، مع إتقان وتجويد، وتحقيق وتدقيق في العلم والعمل بها. وكانت بينه وبين الشيخ فضل بن عبد الله بافضل صحبة وطيدة، ومحبة شديدة، وموالفات روحية، وكثرة اجتماع في مجالس عديدة على قراءة العلوم النافعة.

## شيوخه
كان لعناية الشيوخ الأكابر أثر عظيم في حياته، فمنهم تشكلت فهومه ومعارفه، وعنهم تفتحت مواهبه واستعداداته، فقد ارتحل لطلب العلم إلى شبام ودوعن ووادي عمد والغيل وبروم وعدن، ثم عاد في آخر المطاف إلى تريم. ونذكر هنا بعض من أخذ عنهم وانتفع بهم من تريم وخارجها:
| - والده محمد بن علي مولى الدويلة - محمد بن علوي صاحب العمائم - أحمد بن محمد الخطيب | - علي بن سلم التريمي - علي بن سعيد باصليب - عبد الله بن طاهر الدوعني | - أبو بكر بن عيسى بايزيد - محمد بن سعيد باشكيل - محمد بن أبي بكر باعباد | - مزاحم بن أحمد باجابر - عمر بن سعيد باجابر - محمد بن سعيد كِبَّن |

## تلاميذه
وتلقى عنه تلاميذ كان لهم شأن في المجتمع، منهم أولاده، وأولاد أخيه، وغيرهم من أشهرهم:
| - محمد بن حسن جمل الليل - محمد بن علي مولى عيديد - أبو بكر بن علوي الشيبة - محمد بن عبد الرحمن الخطيب - عبد الرحمن بن محمد الخطيب - محمد بن عمر صاحب المصف | - سعد بن علي مذحج - عبد الرحيم بن علي الخطيب - علي بن محمد الخطيب - شعيب بن عبد الله الخطيب - عبد الله بن محمد باشراحيل - عبد الله بن أحمد العمودي | - أحمد بن أبي بكر باحرمي - عبد الله بن إبراهيم باحرمي - علي بن أحمد بن علي بن سلم - محمد بن معافى - عبد الله بن نافع بامنذر - عيسى بن عمر بهلول | - أحمد بن علي الحباني - سعد بن عبد الله باعنتر - محمد بن سعيد المغربي - محمد بن أحمد العمري |

## أحواله وأعماله
ورد في كتب التراجم عن مجاهداته في أول سلوكه أنه بلغ الغاية في حفظ الأوقات، والتقلل من المباحات، وكثرة الصوم والعبادات، حتى إنّ ورده من آخر الليل في قراءة القرآن بلغ في صلاته بمقدار مصحفين كل يوم، حيث يخرج إلى شعب النعير للتهجد، ثم صار حاله فيما بعد يقرأ أربع ختمات بالنهار وأربعًا بالليل، قال عنه تلميذه علي بن محمد الخطيب: «كان الشيخ عبد الرحمن يقرأ هؤلاء الختمات المذكورات أربعًا بالليل وأربع بالنهار، ختمتان بعد صلاة الصبح إلى وقت الظهر، وختمة فيما بين الظهر والعصر يقرؤها في ركعتين، وختمة بعد صلاة العصر، وكان يُرى بالليل كأنه أسطوانة من كثرة القيام». وكان يكره الشهرة أشد الكراهة ويميل إلى العزلة والبعد عن الناس، وقد يختار الذهاب إلى شعب نبي الله هود حاملا كتبه وأوراده وقليلا من الزاد، فيمكث من الزمان شهرًا أو زيادة.
وكان يميل إلى العمل اليدوي والزراعة على عادة أهله وسلفه، وله نخل كثير غرسه في تريم والمسيلة وغيرها، وكان إذا غرس نخلة يقرأ عند غرسها سورة ياسين، أما في أرضه المسماة «باحبيشي» فكان بعد تمام كل غرسة يقرأ ختمة كاملة، ثم جعل ذلك صدقة على الموجودين من أولاده، على أن يقرءوا ويهللوا ويسبحوا الله كل ليلة بعدد معلوم، ثم يهبون ثواب ذلك إلى روحه بعد موته.
ولما له من أموال كثيرة وثروة وفيرة فقد كان ينفق بسخاء على المحتاجين ويعطي الألوف من النقد، وبنى عشرة مساجد في أنحاء متفرقة من حضرموت، ووقف على كل مسجد ما يقوم بحقه من عقار وأرض، ولازال من مساجده مسجده المعروف مسجد السقاف بتريم وهو أول مسجد بناه سنة 768 هـ، وفيه تقام الحضرة الأسبوعية المنسوبة إليه، وتقام فيه أيضًا حلقات تحفيظ القرآن، وكان محمد بن علوي العيدروس المعروف بسعد أحد أئمة المسجد والقائمين عليه سابقًا.
وكان من مهماته في أخريات عمره الاشتغال بترسيخ قواعد الطريق لمدرسة حضرموت، حتى ترسخ علمًا وعملًا وعادات وعبادات في نفوس الأتباع، رغبةً منه في تفرد مدرسة حضرموت على ذات النمط الذي اختاره الفقيه المقدم، ولهذا لقب بـ«المقدم الثاني».

## حضرة السقاف
من المعلوم عند مشايخ التصوف أن «الحضرة» هي إحدى مجالس الذكر التي تشتمل على تحريك المريدين والحاضرين بوجدان وذوق يخرجهم حسب استعداداتهم عن مألوف العادة للطبع البشري، كجزء من ترويح النفس وترويضها على الذكر والاستغراق فيه. فقد كان الشيخ عبد الرحمن السقاف يجلس في مسجده بعد العشاء ليلتي الخميس والاثنين لإقامة الحضرة، وتسمى ليلة الراتب. تبدأ الحضرة بالفاتحة، ثم بالتهليل بإيقاع خاص، ثم ﴿سُبْحَانَ رَبِّكَ رَبِّ الْعِزَّةِ عَمَّا يَصِفُونَ ۝١٨٠ وَسَلَامٌ عَلَى الْمُرْسَلِينَ ۝١٨١ وَالْحَمْدُ لِلَّهِ رَبِّ الْعَالَمِينَ ۝١٨٢﴾ [الصافات:180–182]، ﴿إِنَّ اللَّهَ وَمَلَائِكَتَهُ يُصَلُّونَ عَلَى النَّبِيِّ يَا أَيُّهَا الَّذِينَ آمَنُوا صَلُّوا عَلَيْهِ وَسَلِّمُوا تَسْلِيمًا ۝٥٦﴾ [الأحزاب:56]، ثم فاتحة أخرى. ويبدأ الإنشاد بقصائد السلف حسب الترتيبات المعتادة للحضرة، وغالب القصائد المنشدة ذات نمط حميني خالية من التكلف، حاوية على تحريك الوجدان الذوقي، وربط السامع بمقامات ومراتب الأولياء الصالحين ومشايخ الطريق، وذكر تريم ومعاهدها وقواعدها الروحية، وقد أضيفت بعد الشيخ عبد الرحمن تراتيب وقصائد أخرى لأولاده ولبعض رجال الذوق، وقد جمع عبد الرحمن بن محمد المشهور كافة تراتيب الحضرة في كتاب خاص سماه «المنهل العجيب الصاف في فضل وكيفية حضرة الشيخ عبد الرحمن السقاف».

## من كلامه
ومن كلامه لتلاميذه قوله:
- «أوقية من أعمال الباطن خير من بهار من أعمال الظاهر».
- «من لا له ورد فهو قرد، ومن لا له أذكار ما هو ذكر، ومن لم يطالع «الإحياء» ما فيه حياء، ومن لم يقرأ «المهذب» ما عرف قواعد المذهب، ومن لا له أدب فهو دب».
- «كل علم بلا عمل باطل، وكل علم وعمل بلا نية هباء، وكل علم وعمل ونية بلا سنّة مردود، وكل علم وعمل ونية وسنّة بلا ورع خسران».
- «كن ابن زمانك، فإن رأيت أهله ذئابًا فلا تقع ضأنةً يأكلوك، وإن رأيتهم ضأنًا فلا تقع ذئبًا تأكلهم».

## ذريته
كان الشيخ عبد الرحمن كثير التزوج، وجمع في عقده أربع نسوة، وكان يرى في كثرة التزوج تفريغ البال عن شواغل الجسد، والتفرغ لمطالب الروح، وجمع القلب على مراد الله في الذات، وكان له نساء من خارج تريم، وبعضهن من تريم. وخلف من الأولاد ثلاثة عشر ابنًا وسبع بنات. فالبنات: مريم، وفاطمة، وبهية، وأسماء، وعائشة، وعلوية السوم، وعلوية القارة. والبنون: عمر المحضار، ومحمد، وأحمد، وجعفر، وحسن، وشيخ، وهم مقلون وقد انقرض عقبهم من البنين، والعقب للشيخ عبد الرحمن السقاف في سبعة هم: أبو بكر السكران، وعلي، وعلوي، وعبد الله، وعقيل، وإبراهيم، وحسين.

## وفاته
توفي بتريم في يوم الخميس الثالث والعشرين من شهر شعبان سنة 819 هـ، ودفن في مقبرة زنبل بين أهله وأسلافه.

### استشهادات
1. ↑  المقحفي، إبراهيم أحمد (2002). معجم البلدان والقبائل اليمنية. صنعاء، اليمن: دار الكلمة. ج. الأول. ص. 796.
2. ↑  Buxton، Amin (2012). Imams of the Valley. Western Cape, South Africa: Dar al-Turath al-Islami. ص. 21.
3. ↑  الحبشي، أحمد بن زين (1997). شرح العينية. سنغافورة: مطبعة كرجاي المحدودة. ص. 183.
4. ↑  خرد، محمد بن علي (2002). غرر البهاء الضوي ودرر الجمال البديع البهي. القاهرة، مصر: المكتبة الأزهرية للتراث. ص. 254، 543.
5. 1 2  الشلي، محمد بن أبي بكر (1982). المشرع الروي في مناقب السادة الكرام آل أبي علوي (PDF) (ط. الثانية). ج. الثاني. ص. 323. مؤرشف من الأصل (PDF) في 2020-12-04.
6. ↑  الحامد، صالح بن علي (2003). تاريخ حضرموت. صنعاء، اليمن: مكتبة الإرشاد. ج. الثاني. ص. 741.
7. ↑  بلفقيه، علوي بن محمد بن أحمد (1994). من أعقاب البضعة المحمدية الطاهرة. المدينة المنورة، السعودية: دار المهاجر. ج. الأول. ص. 69.
8. ↑  المشهور، عبد الرحمن بن محمد (1984). شمس الظهيرة (PDF). جدة، السعودية: عالم المعرفة. ج. الأول. ص. 83. مؤرشف من الأصل (PDF) في 2020-11-23.
9. ↑  شنبل، أحمد بن عبد الله (2003). تاريخ شنبل. صنعاء، اليمن: مكتبة صنعاء الأثرية. ص. 163.